# 5997 Dirac
5997 Dirac (1983 TH) là một tiểu hành tinh vành đai chính được phát hiện ngày 1 tháng 10 năm 1983 bởi A. Mrkos ở Klet.